# Brain SUGAR
「Brain SUGAR」（ブレイン・シュガー）は、吉川晃司が1992年10月14日にリリースした16枚目のシングル。

## 解説
アルバム『Shyness Overdrive』（1992年）からのシングルカット。カネボウ「NFL」（整髪料）のコマーシャルソングとして起用され、シングル化にあたりアルバム収録ヴァージョンからリミックスが為され、タイトルに「Mad Blade Mix」のサブタイトル記述が追加されている。
ミュージック・ビデオでは、白人の娼婦に弄ばれる吉川と、小人のような老人が踊る前で吉川が歌う内容となっている。
カップリング曲は前作「ジェラシーを微笑みにかえて」（1992年）のリミックスヴァージョン。

## 収録曲
1. Brain SUGAR (Mad Blade Mix)
作詞：松井五郎／作曲：吉川晃司／編曲：吉川晃司、吉田建
2. ジェラシーを微笑みにかえて (Extended Overdrive Mix)
作詞・作曲：吉川晃司／編曲：LUNATIC FRINGE PROJECT
3. Brain SUGAR (original KARAOKE)

## 参加ミュージシャン
- 青山純 - ドラムス
- 吉田建 - ベース
- 吉川晃司 - エレクトリックギター
- 土方隆行 - エレクトリックギター
- EDDIE MARTINEZ - ソロギター
- ホッピー神山 - キーボード
- KALEB JAMES - コーラス

## 収録アルバム
- Brain SUGAR
  - Shyness Overdrive（1992年）（オリジナルバージョンで収録）
  - GOLDEN YEARS VOL.I（1993年）（ライブバージョンで収録）
  - Thank You（2004年）（セルフカバーバージョンで収録）
  - DON'T STOP ME NOW（1997年）
  - PASSAGE:K2 SINGLE COLLECTION 1984-1996（1998年）（オリジナルバージョンで収録）
  - BEST BEST BEST 1989-1995（2005年）（シングルバージョンで収録）
  - SINGLES+（2014年）（オリジナルバージョンで収録）

- ジェラシーを微笑みにかえて (Extended Overdrive Mix)
  - Disco K2 〜Kikkawa Koji Dance Remix Best〜（2007年）